# Международная реакция на войну в Грузии (2008)
Утром 8 августа 2008 года (в 9 часов по московскому времени), спустя несколько часов после начала артиллерийского обстрела грузинскими войсками города Цхинвала и позиций российских миротворцев, Россия потребовала немедленного созыва чрезвычайного заседания Совета Безопасности ООН для выработки совместных действий по прекращению насилия «в связи с агрессивными действиями Грузии в отношении Южной Осетии — международно признанной стороны конфликта». Члены СБ, однако, не смогли прийти к единому мнению и не приняли предложенный Россией текст резолюции, требующей немедленного прекращения насилия. В тот же день США, Великобритания, Евросоюз и НАТО обратились к Грузии и Южной Осетии с призывами остановить военные действия в зоне конфликта и вернуться за стол переговоров.
Начиная с вечера 8 августа и на протяжении всего месяца СБ ООН ещё несколько раз собирался для обсуждения ситуации в Грузии.
С посреднической миссией выступил председатель Европейского совета президент Франции Николя Саркози, предложивший план выхода из кризиса, базировавшийся на трёх элементах: немедленном прекращении боевых действий, полном соблюдении суверенитета и территориальной целостности Грузии и восстановлении статус-кво до начала боевых действий. Главным результатом посредничества стало достижение 12 августа соглашения о шести принципах, что привело к окончанию боёв.

## Международные организации

### ООН
ООН выступала ведущим международным посредником в области политического урегулирования грузино-абхазского конфликта с 1993 года.
По состоянию на начало войны, мониторингом ситуации в Грузии занимались представители ряда специальных органов ООН — Управления Верховного комиссара ООН по делам беженцев (УВКБ), Управления Верховного комиссара ООН по правам человека и Миссии ООН по наблюдению в Грузии (МООННГ), учреждённой в августе 1993 года Советом Безопасности ООН для проверки выполнения соглашения о прекращении огня от 27 июля 1993 года, заключённого между правительством Грузии и фактическими властями Абхазии, а в дальнейшем — Соглашения о прекращении огня и разъединении сил, подписанного грузинской и абхазской сторонами в мае 1994 года. Миссия ООН базировалась в Верхнем Кодорском ущелье, Зугдидском и Гальском секторах.
Первое чрезвычайное заседание Совета Безопасности ООН было созвано по требованию России «в связи с угрожающей ситуацией вокруг Южной Осетии» 8 августа, уже через несколько часов после начала артиллерийского обстрела грузинской армией  расположенной в югоосетинской столице Цхинвали базы российских миротворцев (сил ССПМ), за которым последовал штурм города.
Российский представитель призвал Совет Безопасности «совместно остановить насилие, чреватое серьёзнейшими последствиями для региональной и международной безопасности», однако члены СБ не смогли прийти к единому мнению и не приняли предложенный Россией текст резолюции.
В течение месяца Совет Безопасности ООН ещё несколько раз собирался для обсуждения ситуации в Грузии, однако сохранявшиеся разногласия в оценке ситуации (в первую очередь, между Россией, с одной стороны, и США и Грузией, с другой) не позволили принять какого-либо совместного решения.
В то время как Россия настаивала на квалификации действий грузинского правительства по отношению к Южной Осетии как нарушения существующих мирных договорённостей, агрессии, геноцида и этнической чистки, и обосновывала своё вооружённое вмешательство необходимостью «принуждения агрессора к миру», защиты мирного населения Южной Осетии и российских миротворческих подразделений, подвергшихся нападению грузинских войск, Грузия обвиняла Россию в развязывании войны, нарушении её территориальной целостности и государственного суверенитета, «полномасштабной оккупации частей грузинской территории», поддержке сепаратистских режимов Южной Осетии и Абхазии, нанесении авиаударов и уничтожении военных и гражданских объектов за пределами зоны конфликта, установлении военно-морской блокады её побережья.
10 августа Генеральный секретарь ООН Пан Ги Мун призвал вывести из зоны грузино-осетинского конфликта все воинские контингенты, не санкционированные международными соглашениями по Южной Осетии, а также призвал все стороны уважать территориальную целостность государств и предпринять шаги по предотвращению гуманитарного кризиса в Южной Осетии. Он также выразил тревогу по поводу «распространения насилия за пределы зоны грузино-осетинского конфликта» и, в частности, роста напряжённости в абхазской зоне конфликта.
В полной мере обвинения Грузии в адрес России поддержали США, указывавшие на чрезмерное увеличение военного присутствия России в районе Южной Осетии, расширение масштабов конфликта и нанесение авиаударов за пределами зоны конфликта, а также поддержку Россией действий Абхазии.
США, равно как и Великобритания, поставили под сомнение заявленные Россией цели военной операции — «обеспечение защиты её миротворцев и гражданского населения Южной Осетии», заявив, что «принимаемые Россией меры выходят за любые разумные пределы, а её утверждения о гуманитарной цели не заслуживают доверия».
Другие страны — члены Совета Безопасности ООН также выражали обеспокоенность расширением зоны конфликта и его эскалацией, ростом числа жертв, беженцев и перемещённых лиц, возможными последствиями этой ухудшающейся ситуации для мира и стабильности в регионе. Они призывали к немедленному прекращению боевых действий, выводу войск на их позиции по состоянию на 6 августа, уважению суверенитета и территориальной целостности Грузии.
Совет Безопасности ООН поддержал посредническую миссию, с которой выступил председатель Европейского совета президент Франции Николя Саркози, предложивший план выхода из кризиса, базировавшийся на трёх элементах: немедленном прекращении боевых действий, полном соблюдении суверенитета и территориальной целостности Грузии и восстановлении статус-кво до начала боевых действий (подробнее см. ниже).
26 августа 2008 года Россия признала самостоятельность Абхазии и Южной Осетии. Если резолюции СБ ООН 1838 (2008) и 1866 (2009), продлевавшие мандат Миссии ООН по наблюдению в Грузии (МООННГ) уже после признания Россией самостоятельности Абхазии и Южной Осетии, ещё содержали ссылку на резолюцию СБ ООН 1808 (2008), подтверждавшую «приверженность всех государств-членов суверенитету, независимости и территориальной целостности Грузии», то в июне 2009 года Россия использовала своё право вето и потребовала указания в документах Республики Абхазия и её границ, что оказалось неприемлемым для других членов СБ ООН, придерживающихся позиции о неизменности границ Грузии. Эти разногласия привели к прекращению деятельности МООННГ с 15 июня 2009 года.
В течение 2008—2010 гг. ООН предпринимала попытки наладить эффективный переговорный процесс в рамках женевских дискуссий, которые дали весьма ограниченные результаты, что, по мнению специалистов, во многом было связано с недоверием участников переговоров, в первую очередь — представителей Абхазии и Южной Осетии — к структурам и документам ООН. ООН воспринималась сторонами как один из участников конфликта, отстаивающий свои собственные интересы. Каждая из сторон пыталась добиться от ООН принятия выгодных для себя решений, давая при этом весьма свободную трактовку резолюций ООН в собственных интересах. Падение интереса к переговорному процессу под эгидой ООН во многом было связано с безуспешностью попыток сторон привлечь организацию на свою сторону.

### Организация по безопасности и сотрудничеству в Европе
Миссия ОБСЕ в Грузии, развёрнутая в 1992 году, играла заметную роль в переговорном процессе по Южной Осетии. После признания независимости Южной Осетии и Абхазии Россия заблокировала продление мандата миссии ОБСЕ в Грузии, истекавшего в декабре 2008 года, заявив, что ОБСЕ должна иметь две отдельные миссии в Южной Осетии и Грузии. ОБСЕ, однако, продолжает участвовать в женевских дискуссиях по безопасности и стабильности в Закавказье и в работе совместного механизма предотвращения и реагирования на инциденты в Абхазии.

### Организация Договора о коллективной безопасности (ОДКБ)
В заявлении секретариата ОДКБ, сделанном 8 августа, было сказано: «Грузинское руководство преднамеренно провоцировало обострение ситуации в регионе для разрешения конфликтов военными средствами <…> Логика развития событий последних месяцев в регионе Южной Осетии подтверждает звучавший неоднократно ранее вывод о том, что грузинское руководство, пользуясь покровительством, финансовой и военной поддержкой ряда внерегиональных стран, преднамеренно провоцировало обострение ситуации для создания благоприятных условий разрешения грузино-югоосетинского и грузино-абхазского конфликтов военными средствами».
4 сентября на встрече глав МИД стран ОДКБ было принято заявление, поддерживающее «активную роль РФ в содействии миру и сотрудничеству на Кавказе». Министры иностранных дел призвали к «обеспечению прочной безопасности для Южной Осетии и Абхазии на основе Устава ООН, Хельсинкского заключительного акта от 1975 года» и «неукоснительному выполнению принципов урегулирования, выработанных президентом РФ и президентом Франции». В документе была выражена «глубокая озабоченность предпринятыми грузинской стороной военными действиями в Южной Осетии, приведшими к многочисленным жертвам среди мирного населения, гибели российских миротворцев и тяжелой гуманитарной катастрофе».
Днём позже на саммите ОДКБ в декларации было выражено аналогичное мнение, а именно была высказана глубокая озабоченность «предпринятой Грузией попыткой силового решения конфликта в Южной Осетии, которая привела к многочисленным жертвам среди мирного населения и миротворцев, а также повлекла за собой тяжелые гуманитарные последствия». В декларации содержится поддержка «активной роли России в содействии миру и сотрудничеству в регионе». Лидеры государств-членов ОДКБ призвали к обеспечению безопасности Южной Осетии и Абхазии.

### НАТО
8 августа генеральный секретарь Организации Североатлантического договора Яап де Хооп Схеффер призвал противоборствующие стороны в зоне грузино-осетинского конфликта немедленно прекратить боевые действия и вернуться к мирным переговорам. В то же время он признал, что альянс не имеет мандата на то, чтобы «играть прямую роль на Кавказе».
Позднее Яап де Хооп Схеффер обвинил Россию в «нарушении территориальной целостности Грузии и применении „излишней военной силы“» в ходе конфликта в Южной Осетии. Он также призвал Россию и Грузию немедленно договориться о прекращении огня и восстановлении контроля Грузии над «её отделившимися республиками».
19 августа на экстренном заседании Североатлантического совета министры иностранных дел стран НАТО призвали к мирному и устойчивому разрешению конфликта на основе соблюдения независимости, суверенности и территориальной целостности Грузии. Они высказали сожаление в связи с применением силы в конфликте, что противоречит обязательствам о мирном разрешении конфликтов, принятым как Грузией, так и Россией в рамках программы «Партнёрство ради мира» и прочих международных соглашений. Они выразили особую озабоченность в связи с несоразмерными военными действиями России, что несовместимо с её миротворческой ролью. Члены НАТО также призвали Россию принять незамедлительные меры по выводу её войск из районов, которые она должна покинуть в соответствии с условиями соглашения, заключённого при посредничестве Европейского союза. В ответ на запрос Грузии члены НАТО согласились предоставить ей содействие в ряде областей. В частности, речь идет о помощи в определении размера ущерба, нанесённого гражданской инфраструктуре, и оценке состояния министерства обороны и вооружённых сил, содействии в восстановлении системы воздушного сообщения и выработке рекомендаций по вопросам кибербезопасности.
27 августа Совет НАТО на уровне послов, обсудив отношения НАТО с Россией и Грузией в связи с признанием Россией независимости Южной Осетии и Абхазии, осудил это решение и призвал его аннулировать, выразив полную поддержку принципу территориальной целостности Грузии. Совет НАТО, заявив, что решение России поставило под вопрос её приверженность миру и безопасности на Кавказе, призвал Россию, с целью обеспечения безопасности и стабильности Грузии, «уважать территориальную целостность Грузии и выполнить свои обязательства в рамках соглашения из шести пунктов, подписанного президентами Саакашвили и Медведевым».
В начале сентября в Тбилиси прибыла группа экспертов НАТО для оценки ущерба, причиненного грузинской военной инфраструктуре в ходе конфликта. 15-16 сентября в Тбилиси состоялось выездное заседание совета НАТО на уровне послов. Участники заседания обсудили продолжение сотрудничества между Грузией и НАТО в рамках программы «Интенсивное партнёрство».
15 сентября 2008 года была учреждена Комиссия НАТО-Грузия (КНГ), призванная руководить оказанием помощи Грузии в восстановлении её военной инфраструктуры, а также содействием в продвижении Грузии к членству в НАТО, начало которому было положено на встрече НАТО в верхах в Бухаресте.
В дальнейшем руководство НАТО неизменно подчёркивало свою приверженность содействию евроатлантическим устремлениям Грузии и поддержке суверенитета и территориальной целостности Грузии в её международно признанных границах.

### Евросоюз
В условиях обострившихся в 2006 году отношений между Россией и Грузией Евросоюз предпринял попытку усилить свою роль в отношении Абхазии и Южной Осетии. В январе 2007 года в регион была направлена миссия ЕС, по итогам которой был определён набор мер, имеющих целью укрепление доверия между Тбилиси и властями непризнанных государственных образований, однако большинство предложенных мер к моменту начала вооружённого конфликта 2008 года остались на бумаге.
С конца 2007 года в Евросоюзе разрабатывалась реформа Европейской политики соседства (ЕПС). В частности, для постсоветских стран в 2009 году была принята программа «Восточное партнёрство» как отдельная компонента ЕПС. Вооружённый конфликт 2008 года оказал значительное влияние на процесс выработки программы «Восточного партнёрства». С одной стороны, Евросоюз сыграл позитивную роль в прекращении конфликта. Президент Франции Николя Саркози выступил посредником на переговорах между Москвой и Тбилиси по выработке мирного плана урегулировании конфликта, получившего название «План Медведева — Саркози». В рамках этого плана Евросоюз утвердил 15 сентября 2008 г. мандат Миссии наблюдателей ЕС в Грузии (340 человек), сменившей с октября на подконтрольной Грузии территории Зугдидского района выведенные оттуда миротворческие Коллективные силы СНГ; учредил 25 сентября пост специального представителя ЕС по кризису в Грузии; вместе с ООН и ОБСЕ стал сопредседателем Женевских переговоров по урегулированию ситуации в зоне конфликта (официально именовавшихся «международными дискуссиями по вопросам безопасности и стабильности в Закавказье» и запущенных с 15 октября 2008 г.).
С другой стороны, августовский конфликт получил одностороннюю прогрузинскую оценку в ЕС. В итоговых решениях внеочередного саммита стран ЕС, созванного 1 сентября 2008 года в связи с признанием Россией самостоятельности Абхазии и Южной Осетии, не содержалось ни одного прямого критического замечания в адрес Грузии, тогда как Россию обвинили в непропорциональном применении силы и осудили за одностороннее признание Абхазии и Южной Осетии. В связи с конфликтом страны ЕС приняли решение наращивать связи с Грузией; созвать конференцию доноров для поддержки послевоенной реконструкции Грузии (в ходе встречи, прошедшей 22 октября в Брюсселе, Евросоюз обязался выделить до 500 млн евро в 2008—2010 гг.); ускорить разработку концепции «Восточного партнёрства»; интенсифицировать усилия ЕС в области безопасности энергопоставок.
Европарламент 3 сентября принял резолюцию, в которой признал, что широкомасштабные боевые действия против Южной Осетии начала Грузия, но возложил на Россию вину за «раздачу российских паспортов населению Южной Осетии и поддержку сепаратистского движения», осудил признание Россией независимости Абхазии и Южной Осетии и потребовал вывести все российские войска из Грузии. Было поддержано решение лидеров стран ЕС о замораживании переговоров о новом соглашении о сотрудничестве и партнёрстве с Россией.
Война 2008 года способствовала росту интереса политиков, экспертов, общественности стран Евросоюза к постсоветским конфликтам, но прежде всего значительному политическому вовлечению Евросоюза в урегулирование абхазского и южноосетинского вопросов. Евросоюз пытался оказывать дипломатическое давление на Россию с целью добиться выполнения всех пунктов мирного плана Медведева — Саркози, включая вывод российских войск с территории Абхазии и Южной Осетии. Это давление не принесло результатов. Таким же безуспешным осталось требование доступа на территорию Абхазии и Южной Осетии сотрудников Миссии наблюдателей ЕС в Грузии. ЕС подверг критике принятый грузинским парламентом 23 октября закон «Об оккупированных территориях», который, по оценке спецпредставителя ЕС по Южному Кавказу П. Семнеби, был нацелен на «изоляцию» Абхазии и Южной Осетии.
Женевские переговоры, на которых ЕС выступал сопредседателем, в конечном счёте так и не привели к решению конкретных вопросов. В итоге в декабре 2009 года в отношении Абхазии и Южной Осетии ЕС утвердил политику «непризнания и вовлечения». В целях «вовлечения» Евросоюз продолжил реализацию социально-экономических проектов в Абхазии, однако курс на «непризнание» привёл к почти полному прекращению программ помощи Южной Осетии. После отказа России продлевать сроки пребывания миссий ООН (МООННГ) и ОБСЕ в Грузии единственными международными наблюдателями в зоне конфликта с середины 2009 года остались наблюдатели из стран Евросоюза, чей мандат Совет ЕС стал продлевать ежегодно.
В последующие годы политика Евросоюза в отношении грузинского кризиса приняла инерционный характер в рамках установки на «непризнание и вовлечение». Наблюдатели от ЕС продолжают осуществлять мониторинг ситуации без доступа на территорию Абхазии и Южной Осетии. Реализуются программы помощи перемещённым лицам в Грузии, социально-экономические проекты — в Абхазии и, в меньшей степени, в Южной Осетии. От России по-прежнему требуют выполнить договорённости августа-сентября 2008 года и выражают озабоченность в связи с присутствием военных и других силовых служб России в Абхазии и Южной Осетии.

### Парламентская ассамблея Совета Европы (ПАСЕ)
28 января 2009 года Парламентская ассамблея Совета Европы, обсудив ситуацию вокруг российско-грузинской войны, в своей резолюции осудила признание Россией независимости Южной Осетии и Абхазии: «Ассамблея подтверждает приверженность территориальной целостности и суверенитету Грузии и повторяет призыв к России отозвать решение о признании независимости Южной Осетии и Абхазии, а также полностью соблюдать суверенитет и территориальную целостность Грузии, нерушимость её границ». ПАСЕ считает, что Россия оккупировала грузинские территории и должна нести ответственность за все происходящие там процессы, включая этнические чистки грузин.

## Вовлечённые в конфликт стороны

### Грузия
15 августа президент Грузии Михаил Саакашвили, выступая на пресс-конференции вместе с госсекретарём США Кондолизой Райс, в частности, заявил: «Значительная часть территории Грузии остаётся под иностранной военной оккупацией. <…> Я должен подчеркнуть, чтобы была полная ясность: в Грузии есть только один суверенитет, только один суверенитет в Абхазии, только один суверенитет в Цхинвальском регионе — и это суверенитет правительства Грузии, народа Грузии, многонационального народа Грузии. <…> Только правительство Грузии обладает легитимным правом терпеть или не терпеть присутствие какой-либо иной иностранной силы на её территории. <…> Должен внести полную ясность: настоящее вторжение России имеет целью вовсе не Южную Осетию. <…> Настоящее брутальное вторжение имеет единственную цель… — свержение правительства Грузии и превращение Грузии в неудавшееся государство и, по существу, прекращение её независимости. Проблема не в нашей операции в Южной Осетии. В Южной Осетии мы осуществляли самозащиту против сотен вторгшихся российских танков и против поддерживаемых Россией так называемых местных сепаратистов, которые, во-первых, были российскими официальными лицами, почти все из них. <…> Сейчас юбилей событий в Праге. Русские, похоже, исторически творят дурные дела в августе, когда все остальные, цивилизованные лица, принимающие решения, в отпуске».
26 августа, в связи с признанием Россией независимости Южной Осетии и Абхазии, Михаил Саакашвили выступил с заявлением, которое, в частности, гласило: «Действия Российской Федерации — попытка военным способом аннексировать суверенное государство — государство Грузию. Это прямо нарушает международное право и посягает на систему международной безопасности, которая обеспечивала мир, стабильность и порядок в последние 60 лет. Сегодняшнее решение России подтверждает, что её вторжение в Грузию было частью более широкого, заранее спланированного плана перекроить карту Европы. Сегодня Россия попрала все договоры и соглашения, которые ранее подписала. <…> Регионы Абхазии и Южной Осетии признаны международным правом как лежащие в пределах границ Грузии. Сегодня своими действиями Российская Федерация стремится закрепить применение насилия, прямой военной агрессии и этнических чисток, дабы насильственно изменить границы соседнего государства. <…> Сегодня ясно всему миру, что Россия действует как государство-агрессор».

### Россия
- 8 августа президент России Дмитрий Медведев заявил на экстренном заседании Совета безопасности РФ: «В Южной Осетии грузинские войска, по сути, совершили акт агрессии против российских миротворцев и мирных жителей. Гибнут мирные люди, женщины, дети, старики, и большинство из них — это граждане РФ. В соответствии с Конституцией и федеральным законодательством как президент я обязан защищать жизнь и достоинство российских граждан, где бы они ни находились».[32][33][34] Он также заявил: «Идиотская авантюра… была предпринята грузинским руководством. Ничего другого не оставалось, кроме того, чтобы ответить на эту хамскую, абсолютно наглую выходку».[35]
- 14 августа Дмитрий Медведев заявил, что Россия «реально — может быть, впервые за последние годы — встала на защиту интересов своих граждан, подвергшихся нападению извне»[36].
- 11 сентября руководитель российского правительства Владимир Путин заявил журналистам: «Вместо того, чтобы заниматься поиском решения этого межэтнического конфликта, одну из сторон этого конфликта — грузинскую — просто подтолкнули к этим агрессивным действиям. Мы вынуждены были отвечать. Или в этом случае нам нужно было утереть кровавые сопли и склонить голову? Вы хотите, чтобы мы вообще привели к полной разбалансировке ситуацию на Северном Кавказе? Мы защитили Южную Осетию — плохо. Не защитили бы — получили бы второй удар по раскачке Северного Кавказа. Ну, наглости просто нет предела!.. Что вы хотели, чтобы мы там только перочинным ножичком, что ли, размахивали? Я слышал о неадекватности применения силы. Но когда против нас используют танки, тяжелую артиллерию, из рогатки мы, что ли, должны стрелять?.. Следовало ожидать, что они получат по морде как следует»[37].
- 25 августа Госдума РФ обратилась к президенту РФ с предложением признать независимость Абхазии и Южной Осетии; за проект проголосовали 447 депутатов из 450. Госдума также обратилась с призывом признать Абхазию и Южную Осетию к парламентам стран-членов ООН, за что проголосовали все 450 депутатов[38]. С аналогичным обращением признать независимость Абхазии и Южной Осетии к президенту России обратился и Совет Федерации[39].
- 26 августа Россия официально признала независимость Южной Осетии и Абхазии.
- 18 сентября министр иностранных дел России С. Лавров, выступая на расширенном заседании Комитета Совета Федерации по международным делам, заявил: «Мы <…> реагировали на агрессию Грузии против Южной Осетии в полном соответствии с основополагающими принципами международного права, включая право на самооборону по статье 51 Устава ООН, и нашими международными миротворческими обязательствами применительно к урегулированию данного конфликта. <…> Признание Россией этих двух республик было единственно возможным решением для обеспечения не только их безопасности и самого выживания наших братских народов перед лицом шовинистического курса, неоднократно проявлявшегося начиная с правительства Гамсахурдии, который прямо призывал депортировать югоосетин в Россию, урезать территорию, на которой живут абхазы, лишить Аджарию автономии, заявил, что только титульная нация должна распоряжаться всем, что находится на территории Грузии. Этот курс удалось остановить в своё время, но Михаил Саакашвили — достойный продолжатель идей Гамсахурдии. Он попытался на практике сделать то, что его учитель не смог. Агрессией против Южной Осетии в ночь на 8 августа, обстрелом мирного спящего города и подготовкой аналогичного блицкрига против Абхазии нынешний президент Грузии сам перечеркнул территориальную целостность своего государства. <…> Мы все видели демонстративное выездное заседание Совета НАТО в Тбилиси, и здесь добавить нечего. Считаю, что это очень опасная игра. И если никто не сделал выводов из того, как данный конкретный режим использует оказываемое ему содействие, прежде всего в военной области, то это печально»[40].

## Реакция США
8 августа 2008 года помощник заместителя госсекретаря США Мэтью Брайза заявил: «В течение всего дня мы работали с нашими друзьями в Тбилиси и с нашими коллегами в России. Делаем все, чтобы немедленно прекратить насилие. Российская сторона действительно пыталась убедить Цхинвали прекратить вооружённые действия, но югоосетинская сторона всё же приняла решение продолжить насилие и провокации. Президент Саакашвили объявил о прекращении огня, что было очень позитивным шагом, однако мы узнали, что осетинская сторона открыла огонь по грузинским селам. Все, что мы можем сейчас, — это призвать все стороны прекратить огонь. Мы понимаем, что руководство Грузии должно защитить своих граждан, но в этой ситуации главное — прекратить огонь и восстановить конструктивный диалог».
В тот же день госсекретарь США Кондолиза Райс призвала российские войска покинуть Южную Осетию: «Мы призываем Россию прекратить воздушные и ракетные удары по Грузии, соблюдать территориальную целостность Грузии и вывести сухопутные войска с грузинской территории». Госдепартамент США объявил о направлении своего представителя на Кавказ с целью добиться скорейшего прекращения огня.
9 августа на встрече с журналистами в Пекине президент США Джордж Буш заявил, что «Грузия — суверенное государство и её территориальная целостность должна уважаться». Буш призвал Россию прекратить бомбардировки и все стороны — прекратить насилие и восстановить статус-кво на 6 августа.
10 августа заместитель советника президента США по национальной безопасности Джим Джеффри заявил, что дальнейшая эскалация конфликта вокруг Южной Осетии с российской стороны может серьёзно осложнить российско-американские отношения в долгосрочной перспективе.
10 августа на заседании Совета Безопасности ООН постоянный представитель США в ООН Халилзад обвинил Россию в том, что она произвела существенное наращивание военного присутствия в районе Южной Осетии, что привело к резкой эскалации военных операций против грузинских сил — при поддержке России началось военное наступление в Абхазии, а кроме того, Россия наносит авиаудары по целям вне зоны конфликта, что привело к разрушениям «важнейших объектов инфраструктуры Грузии, включая морские порты, аэропорты и др… Мы по-прежнему сталкиваемся с непреклонным неприятием Россией усилий прекратить насилие. Грузия предлагает прекратить огонь и восстановить ситуацию статус-кво, которая существовала по состоянию на 6 августа, однако Россия отказывается согласиться с этой разумной позицией… Россия продолжает противодействовать посредническим усилиям международного сообщества в этом конфликте, который сейчас очевидно и безусловно перерос в конфликт между Россией и Грузией».
Халилзад поставил под сомнение заявленные Россией цели военной операции — «обеспечение защиты её миротворцев и гражданского населения Южной Осетии», заявив, что «принимаемые Россией меры … выходят за любые разумные пределы. Более того, эскалация конфликта является непосредственной причиной роста числа жертв среди ни в чём не повинного гражданского населения и усугубления людских страданий. Поскольку Россия препятствует отходу грузинских сил, отказываясь пойти на прекращение огня и продолжая осуществлять военные нападения на гражданские центры, её утверждения о гуманитарной цели не заслуживают доверия. Распространение конфликта на другие сепаратистские районы Грузии и нанесение ударов по районам вокруг столицы Грузии Тбилиси также свидетельствуют о других мотивах и целях».
Он потребовал «осудить нанесение Россией военных ударов по суверенному государству Грузия и нарушение суверенитета и территориальной целостности этой страны, включая избрание в качестве целей гражданское население и кампанию террора против населения Грузии, … осудить разрушение инфраструктуры Грузии».
15 августа Джордж Буш заявил: «Своими действиями в последние дни Россия нанесла вред своей репутации и своим отношениям с государствами свободного мира. Запугивание и угрозы не могут быть приемлемым путём ведения внешней политики в 21-м веке. Только сама Россия может решить, хочет ли она вернуться на путь ответственных государств или будет продолжать следовать путём, который сулит конфронтацию и изоляцию. Чтобы начать восстанавливать свои отношения с Соединёнными Штатами, Европой и другими государствами и начать восстанавливать своё место в мире, Россия должна уважать свободу своих соседей».
9 сентября заместитель председателя подкомитета по международным организациям палаты представителей конгресса США Дана Рорабакер заявил на слушаниях в комитете палаты представителей конгресса по иностранным делам, что правильной была позиция России, а не США, и подтвердил тот факт, что военные действия были развязаны Грузией, а не Южной Осетией или Россией, и что именно Россия, а не Грузия приложила усилия к разрешению конфликта. Рорабакер, в частности, сказал: «Все разведывательные источники, с которыми я говорил, — а я говорил с многими из них во время (парламентских) каникул, — подтверждают, что недавние боевые действия в Грузии и в её сепаратистских регионах были начаты Грузией». Рорабакер подчеркнул, что «грузины, а не русские, нарушили перемирие, и никакие разговоры о провокациях и прочих вещах не могут изменить этот факт… Да, кое-кто будет использовать фиговый листок и говорить, что южные осетины могли спровоцировать военные действия, выпустив ракету или артиллерийский снаряд. Это напоминает провокацию в Тонкинском заливе».
Выступивший на этих же слушаниях заместитель госсекретаря США по странам Европы и Евразии Дэниэл Фрид заявил, что американская администрация всё ещё продолжает изучать хронологию событий и действий сторон в конфликте вокруг Южной Осетии. По его словам, «точным является то, что 7 августа грузины сказали нам, что российские бронированные машины вошли в Рокский туннель на границе между Россией и Грузией, и грузины сказали нам, что они опасаются, что русские собираются нанести удар по Грузии… Действительно, грузины считали, что они (русские) уже были в Рокском туннеле, когда они (грузины) приняли решение выступить против Цхинвали и, насколько я понимаю, грузины считали, что говорят нам правду, но я, сидя здесь, не могу сказать, что я знаю из независимых источников, что это является правдой».
Фриду был задан вопрос, располагает ли администрация США данными о точной хронологии происходившего в Рокском тоннеле из независимых источников. «Пока нет», — ответил он. Фрид при этом подтвердил, что администрация Буша «громко, однозначно и неоднократно» предупреждала руководство Грузии не вступать в военные действия против России, но при этом не смог ответить, почему Грузия пошла на силовые действия вопреки предупреждениям США.
При этом Фрид заявил, что США должны поддержать Грузию: «Нашим интересам не отвечает, чтобы страна, даже если она сделала что-то, что мы в данном случае считаем глупым, была раздавлена… Мы хотим, чтобы Грузия выжила перед лицом такого давления, и мы считаем, что это хорошая инвестиция». По его словам, «Россия пыталась не прийти на помощь российским гражданам, а силой изменить границы страны с демократически избранным правительством и, если получится, скинуть это правительство». Помощник госсекретаря заявил, что США и ЕС должны предпринять согласованные действия в отношении Москвы — в частности, чтобы «предотвратить попытки России провести черту по центру Европы, декларируя, что народы, находящиеся по одну сторону, принадлежат к сферам влияния Москвы, а потому не смогут вступить в великие институты Европы и стать частью трансатлантической семьи».
9 сентября на заседании сенатского комитета по вооружённым силам заместитель министра обороны США по политическим вопросам Эрик Эделман заявил: «Хотя многое остается неясным, представляется, что грузины провели в ночь на 8 августа, как им казалось, ограниченного масштаба военную операцию с целью восстановить суверенитет над Южной Осетией… Решение руководства Грузии применить силу в зоне конфликта было неразумным. Мы сожалеем, что грузинская сторона применила артиллерию и реактивные системы залпового огня в городских районах и близ расположения российских миротворцев. Мы не поддерживаем такого рода действия». Он при этом заявил, что «США поддерживают суверенитет, независимость и территориальную целостность Грузии. Мы должны продемонстрировать России, что её агрессивные действия не отвечают её национальным интересам, что их не потерпят и что они не останутся без последствий».
18 сентября 2008 года госсекретарь США Кондолиза Райс, выступая в вашингтонском представительстве Германского фонда Маршалла с речью, посвящённой отношениям США и России, сказала, в частности: «7 августа, после многократных нарушений перемирия в Южной Осетии, включая обстрел грузинских деревень, правительство Грузии начало масштабную войсковую операцию в Цхинвали и других районах сепаратистского региона. К прискорбию, в ходе боёв были убиты несколько российских миротворцев. <…> Но ситуация ухудшилась далее, когда российское руководство нарушило суверенитет и территориальную целостность Грузии, начав полномасштабное вторжение через международно признанную границу. Были изгнаны из своих домов тысячи невинных мирных граждан. Российское руководство установило военную оккупацию, которая простёрлась далеко вглубь грузинской территории. И оно нарушило соглашение о перемирии, которое было выработано президентом Франции, председателем ЕС Саркози. <…> Несомненно, руководство Грузии могло лучше отреагировать на события в прошлом месяце в Южной Осетии; и нет смысла делать вид, что это не так. Мы предупреждали наших грузинских друзей, что Россия провоцирует их и что, поддавшись на провокацию, они лишь послужат целям Москвы. Но российское руководство использовало это как предлог для развязывания того, что, судя по всем признакам, было заранее спланированным вторжением на территорию своего независимого соседа. Более того, российское руководство подготовило почву для такого сценария многие месяцы назад: раздавая российские паспорта сепаратистам в Грузии, обучая и вооружая их ополчения, а затем оправдав кампанию на территории Грузии как акт самообороны <…> Вторжение России в Грузию не достигло и не достигнет никакой долговечной стратегической цели».
23 сентября 2008 года, выступая на 63-й сессии Генеральной Ассамблеи ООН, президент США Джордж Буш сказал: «Устав Объединённых Наций утверждает „равенство прав больших и малых государств“. Вторжение России в Грузию было нарушением этих слов. Молодые демократии по всему миру наблюдают за тем, как мы ответим на это испытание. Соединённые Штаты взаимодействовали со своими союзниками в таких многосторонних институтах, как Европейский союз и НАТО, дабы поддержать территориальную целостность Грузии и обеспечить гуманитарную помощь. И наши государства продолжат поддерживать грузинскую демократию».

## Реакция Украины
МИД Украины 8 августа выразил «глубокую озабоченность дальнейшим обострением ситуации» в Южной Осетии, особенно тем, что «эскалация боевых действий в зоне конфликта приводит к жертвам среди мирного населения и появлению беженцев», и призвал противоборствующие стороны немедленно прекратить огонь и сесть за стол переговоров. Украина также заявила о необходимости обеспечить территориальную целостность и суверенитет Грузии и о готовности способствовать прекращению кровопролития дипломатическими методами. Это заявление было сделано после того, как в Южную Осетию были направлены дополнительные российские войска. Кроме того, МИД Украины призвал Россию вывести свои войска из Южной Осетии, «проявлять сдержанность в своих действиях и осуществить необходимое влияние на сепаратистский режим Цхинвали с целью возвращения его представителей за стол переговоров»
9 августа президент Украины Виктор Ющенко направил в Тбилиси заместителя министра иностранных дел Константина Елисеева в качестве своего специального представителя для «проведения консультаций с руководством Грузии, представителями ОБСЕ и других международных организаций, а также изучения ситуации в регионе и доведения основных элементов позиции Украины относительно путей мирного урегулирования конфликта». В ответ на призывы Украины российский МИД заявил, что украинская сторона не высказала ни слова сожаления о жертвах среди мирных жителей и российских миротворцев, однако стала высказывать претензии к РФ, хотя сама «всё последнее время азартно вооружала до зубов грузинскую армию», тем самым поощряя руководство Грузии к этническим чисткам, а потому не имеет «морального права поучать других и, тем более, претендовать на свою роль в урегулировании».
10 августа в Тбилиси отправился также министр иностранных дел Владимир Огрызко для ознакомления с ситуацией и помощи в скорейшем прекращении боевых действий. В этот же день МИД Украины заявил, что «украинская сторона оставляет за собой право, согласно нормам международного права и законодательства Украины, запретить возвращение на территорию Украины до разрешения конфликта кораблей и судов Черноморского флота России, которые могут принять участие в вышеуказанных действиях». Боевые корабли ЧФ России, базирующиеся в Севастополе, 9 августа вышли в море и направились к побережью Грузии.
11 августа специальный представитель президента Украины в Грузии, заместитель министра иностранных дел Константин Елисеев заявил, что «российские войска в Грузии не выполняют миротворческую миссию», а участвуют в «вооружённом противостоянии». По его словам, за время пребывания в зоне конфликта, он не видел никаких этнических чисток в Южной Осетии — лишь «разрушенный город, пострадавшее гражданское население и беженцев».
12 августа Виктор Ющенко прибыл в Тбилиси совместно с президентами Польши, Литвы, Эстонии и премьер-министром Латвии и выступил на центральной площади грузинской столицы перед 200-тысячной аудиторией, заявив, что Грузия имеет право на свободу и независимость: «Мы приехали сюда подтвердить ваш суверенитет, вашу независимость, вашу территориальную целостность».
13 августа в Грузию прибыл первый украинский самолёт, который доставил 30 т гуманитарных грузов. С 13 по 22 августа украинскими самолётами было доставлено 156 тонн различных гуманитарных грузов.
13 августа в Киеве состоялось заседание Совета национальной безопасности и обороны Украины по вопросам, связанным с участием Черноморского флота РФ в военных операциях. Решения, принятые на заседании, были утверждены президентскими указами № 705/2008 и № 706/2008. Этими документами был утверждён порядок пересечения границы кораблями и самолетами Черноморского флота и порядок согласования с украинскими властями передвижений, связанных с деятельностью формирований ЧФ РФ вне мест их дислокации на территории Украины. МИД России в ответ заявил, что эти указы — серьёзный антироссийский шаг.
В Верховной Раде Украины депутаты фракции Наша Украина—Народная самооборона Владимир Арьев и Юрий Стець зарегистрировали законопроект «Об осуждении интервенции вооружённых сил Российской Федерации на территории Грузии». Арьев заявил, что «фактически, выходит, что Украина оказалась втянутой в вооружённый конфликт из-за Черноморского флота России». Депутаты предложили обратиться в Международный суд в Гааге для получения определения действиям Черноморского флота РФ в Грузии. Владислав Каськив, депутат от той же фракции, зарегистрировал законопроект, в котором предложил денонсировать соглашение между Украиной и Российской Федерацией о статусе и условиях пребывания Черноморского флота РФ на территории Украины.
15 августа на сайте президента Украины был обнародован комментарий Виктора Ющенко относительно позиции Украины по ситуации в Грузии, плана урегулирования югоосетинского конфликта, а также относительно российского Черноморского флота, который базируется на Украине.
18 августа 2008 г. администрация Президента Украины обвинила правительство Юлии Тимошенко в нечеткой позиции по поводу конфликта и даже в государственной измене, якобы в обмен на обещание поддержки Тимошенко со стороны России во время следующих президентских выборов. Юлия Тимошенко отвергла эти обвинения, подтвердила поддержку территориальной целостности Грузии и настаивала на недопустимости втягивания Украины во внешние конфликты.
Украинская общественная организация УНА-УНСО объявила набор добровольцев для участия в войне на стороне Грузии. Правда, украинские добровольцы попасть на фронт просто не успели из-за окончания боевых действий. Впрочем, возможно, что во время войны среди грузинских частей действовало и подразделение, укомплектованное украинскими воинами, что подтверждала и Генеральная прокуратура Украины. Согласно данным Следственного комитета при прокуратуре РФ, в конфликте участвовало не менее 200 добровольцев из УНА-УНСО. Однако представители этой организации отрицают этот факт.

## Заявления политических и общественных деятелей

### Грузии
Католикос-Патриарх Всея Грузии Илия Второй выразил «нашу большую обеспокоенность и боль по поводу создавшейся в Самачабло ситуации. Кровь и жертвы между нами ещё более обострят ситуацию и углубят бездну» и призвал «как власти Грузии, так и осетинскую сторону, всех, для кого дорога жизнь человека и мирное развитие нашей страны, сделать всё, чтобы прекратить военное противостояние и решить проблемы мирным путём».
Бывший министр Грузии по урегулированию конфликтов Георгий Хаиндрава, перешедший в оппозицию, назвал события, происходящие в Грузии, российской военной интервенцией.
По заявлению Михаила Саакашвили, о солидарности с грузинским народом ему сообщил скрывающийся во Франции от грузинского правосудия бывший министр обороны Грузии Ираклий Окруашвили.
Ещё один лидер грузинской оппозиции, бывший министр иностранных дел Грузии Саломе Зурабишвили призвала прекратить попытки возложить ответственность за происходящее в Грузии на другие государства: «Военные советники США в Грузии — это не новость. Они уже несколько лет участвуют в подготовке грузинских военных. Но вот политической ответственности США за то, что произошло, нет». «Изначально не должно было быть ложных иллюзий, что европейцы либо американцы вмешаются в военную ситуацию. Европа вмешалась политически. И мы должны ждать и надеяться, что Европа спасёт грузинскую независимость».
13 августа бывший президент Грузии Эдуард Шеварднадзе выразил мнение, что «Грузия не должна была входить в Цхинвали таким неподготовленным образом. Это была смертельная ошибка». Шеварднадзе выразил надежду, что переговоры Михаила Саакашвили и его западных партнёров всё же приведут к завершению конфликта в регионе.

### России
11 августа председатель Госдумы Борис Грызлов заявил: «Штурм Цхинвали, энтические чистки в осетинских селах уже привели к потере многих человеческих жизней и среди мирного населения, и среди миротворцев. Ещё вчера президент Саакашвили заявлял о прекращении огня с грузинской стороны, а сегодня человеческие жизни, международные договорённости, элементарные нравственные нормы оказались для руководства Грузии ничего не значащими. Теперь целый регион поставлен на грань гуманитарной катастрофы».
Лидеры парламентских партий заявили:
- «Единая Россия»:
  - Первый заместитель руководителя фракции Владимир Пехтин заявил, что и Грузии, и Южной Осетии необходимо прекратить боевые действия и сесть за стол переговоров. «Более того, сложившаяся ситуация требует вмешательства представителей других государств, в том числе и России, а также международных организаций», — сказал он[83].
  - Первый заместитель руководителя фракции в Государственной Думе, член комитета по международным делам Валерий Богомолов призвал к признанию независимости Южной Осетии: «В сложившейся ситуации Российская Федерация должна встать на защиту своих граждан, находящихся на территории Южной Осетии. Россия должна дать такой отпор Грузии, чтобы никогда и ни при каких обстоятельствах уже ни у кого не возникало желание поднять руку на российских граждан»[82][84].
- Председатель ЦК КПРФ Геннадий Зюганов: «Президент, премьер-министр, министр обороны должны отдать приказ нашим войскам защищать наших граждан, которых в Южной Осетии девять десятых»; по его мнению, России необходимо признать независимость Южной Осетии. Он сказал: «В сущности, совершается государственный терроризм со стороны Саакашвили и его подручных под прикрытием американцев и натовцев, которые подталкивали руководство Грузии к развязыванию этой войны»[85].
- Председатель ЛДПР Владимир Жириновский потребовал срочного созыва Госдумы и немедленного применения всех мер для защиты граждан и наказания «фашиста Саакашвили»[86].
- Лидер партии «Яблоко» Сергей Митрохин поддержал применение военной силы к грузинским вооружённым формированиям: «Не располагая всей полнотой политической и оперативной информации, мы все же имеем основания полагать, что в сложившихся конкретных условиях президент России не имел другого выхода, кроме как пойти на немедленное применение силы в целях уменьшения числа жертв неконтролируемого конфликта».[87] Вместе с тем, он высказал мнение, что военные действия в зоне грузино-осетинского конфликта могут иметь катастрофические последствия для всего региона Кавказа. По его мнению, Россия в конфликте должна взять на себя посреднические функции и использовать все имеющиеся у неё рычаги влияния на ситуацию, избегая военного вмешательства в конфликт[83].

В Заявлении Патриарха Московского и всея Руси Алексия II содержался призыв к «противостоящим» «прекратить огонь и вернуться на путь диалога».
Правозащитник, член партии «Яблоко» Сергей Ковалёв заявил, что под предлогом защиты российских граждан Россия начала агрессию против Грузии. Ковалёв призвал исключить Россию из «большой восьмёрки», ввести антироссийские санкции на уровне ООН, ОБСЕ и ПАСЕ. По его мнению, Россия потеряла моральное право на миротворчество в Абхазии и Южной Осетии, когда в обход руководства Грузии открыто сблизилась с органами власти самопровозглашённых образований.
Правозащитник Елена Боннэр призвала ООН срочно прекратить миротворческий мандат России. Она заявила, что никогда впредь страна, сопредельная с зоной конфликта, не должна получать мандат на миротворческую деятельность, поскольку такая страна, по мнению Боннэр, неизбежно становится участником конфликта, а зачастую и провоцирует его усиление. Боннэр призвала НАТО или ООН ввести в зону конфликта свои миротворческие силы.

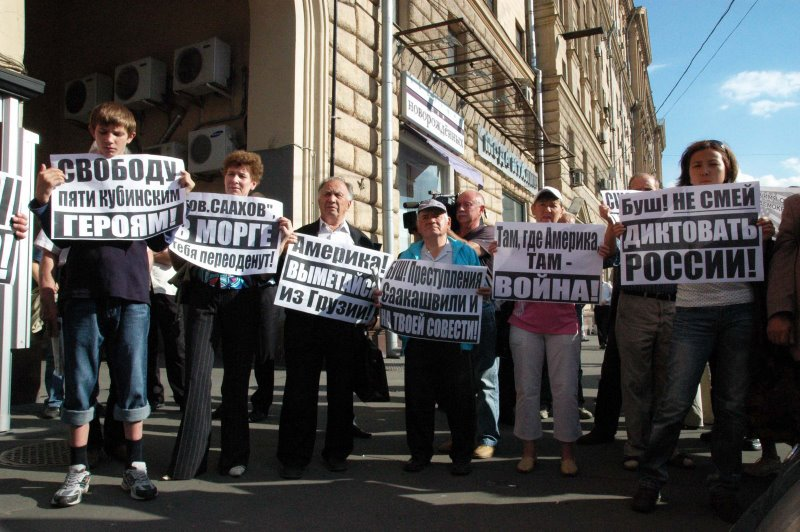
Пикет у американского посольства в Москве 12 августа 2008 г. Фотография Марии Михайловой.

Бывший президент СССР Михаил Горбачёв заявил, что война в Южной Осетии на совести властей Грузии. По его словам, после нападения грузинской стороны на Цхинвали обвинения в адрес России в «агрессии „против маленькой беззащитной Грузии“ выглядят не только лицемерными, но и бесчеловечными». По его мнению, в западной прессе не получили должного освещения последствия гуманитарной катастрофы. 15 августа Горбачёв оправдал действия России в Южной Осетии: «Россия действовала, отвечая на агрессию с грузинской стороны. Нельзя было оставить без внимания такой разгром и уничтожение людей». Он повторно заявил про однобокость и предвзятость западных СМИ в освещении событий.
Гарри Каспаров: «Ныне Москва достигает своих целей методами, проверенными в лабораториях Лубянки: с помощью провокаций, играя на чувствах людей, пользуясь неопределённостью политических конструкций. В этом суть политики Путина (хоть внешней, хоть внутренней), проводящейся исключительно в интересах узкой корпоративной группы, так называемой „правящей элиты России“. Разумеется, такая политика не подразумевает участия общества в принятии ключевых решений, не предполагает открытости и подотчетности власти народу. А при власти, закрытой от общества, любой кризис превращается в щедрый источник обогащения правящей верхушки. И чем масштабнее кризис, тем крупнее барыши. Сегодняшняя картина — прямой результат такой политики путинского режима, девиз которой — безответственность».
14 августа главный дирижёр Лондонского симфонического оркестра, художественный руководитель Мариинского театра Валерий Гергиев, имеющий осетинское происхождение, прибыл из Лондона в Цхинвал, чтобы дать концерт-реквием «Вам, живым и погибшим. Тебе, Южная Осетия!». В аэропорту он сказал, что «Люди имеют право знать правду о том, что произошло в Осетии и почему Россия имела право вводить войска. В противном случае погибли бы ещё тысячи людей…Вы (Цхинвал) перенесли чудовищную бомбежку прямым огнём на уничтожение людей в спящем городе. Агрессоры, пришедшие в Южную Осетию, сделали это прямо перед открытием Олимпийских игр — крупнейшим событием всего человечества, традиционно связанным с представлением о полном мире. Я хочу, чтобы мы сегодня ещё раз подчеркнули, что если бы не помощь великой России, были бы ещё более многочисленные жертвы».
15 августа эксперт Московской Хельсинкской группы по Северному Кавказу Асламбек Апаев заявил, что российское руководство проводит по отношению к Грузии политику двойных стандартов; по его мнению, прежде чем говорить о геноциде в Грузии в Южной Осетии, власти России должны вспомнить о событиях в Чечне: «Когда по телевизору показывают выступления Путина, российских депутатов и общественных деятелей, которые дают свои оценки действиям грузинской стороны в ходе конфликта в Южной Осетии, меня просто охватывает чувство гадливости и омерзения. Все эти напыщенные фразы о „геноциде“, „массовых убийствах“, „страданиях женщин и детей“, „этнических чистках“ и „фашистском режиме Саакашвили“ — не более чем пропаганда. То же самое, и даже гораздо больше можно было бы сказать по поводу действий Москвы в Чеченской Республике во время двух военных компаний. Если Москва считает, что Саакашвили должен предстать перед Гаагским трибуналом, то пусть сначала отправит туда Путина и своих генералов, которые виновны в массовых убийствах мирных жителей на территории Чеченской Республики».
21 августа директор Московского бюро по правам человека Александр Брод, посетив Южную Осетию, заявил: «Российская армия показала свою именно миротворческую миссию, спасла город, республику, граждан от тотального уничтожения. Об это говорит название операции грузинской армии „Чистое поле“ — выжечь, уничтожить всю республику до основания, вытеснить людей с традиционных мест своего проживания, установить свой марионеточный режим. И решить таким путём проблему. Это не удалось. Народ республики сам должен сделать свой выбор о статусе». Он обвинил грузинские власти в совершении военных преступлений.
В интервью по радио «Свобода» экономист, бывший советник президента России (2000—2005) А. Н. Илларионов сказал: «<…> я бы сказал, чем похожи все эти три кризиса: 1968-го, 1998-го и 2008-го. Два внешнеполитических кризиса и один внутриэкономический кризис. Эти кризисы похожи именно тем, что во всех этих трёх случаях власть советская и российская власть применяла одно и то же средство — насилие. Насилие по отношению к собственному народу и насилие по отношению к чужим народам. <…> Первым шагом для того, чтобы признать независимость Абхазии и Южной Осетии, признать право этих народов на получение государственного суверенитета, было бы признание нашими властями независимости Косова, независимости Чечни. <…> Российские войска — в нарушение базовых норм международного права, Устава ООН, собственной Конституции, Концепции внешней безопасности — пересекли государственную границу России и Грузии, заняли значительную территорию и продолжают её занимать».
29 сентября 2008 года лидер Народно-демократического союза России, бывший председатель правительства России Михаил Касьянов на пресс-конференции в Страсбурге поддержал идею проведения международного расследования действий России против Грузии, заявив, в частности: «Агрессия, которую развязали власти России против Грузии, должна получить международное осуждение. Я поддерживаю создание международной комиссии по этому вопросу».

### США
Кандидат в президенты США от Республиканской партии Джон Маккейн на встрече с избирателями заявил, что России следует немедленно вывести войска из Южной Осетии и без каких-либо условий прекратить военное присутствие на суверенной грузинской территории.
Кандидат в президенты США от Демократической партии Барак Обама, согласно газете «Коммерсантъ», осудил действия России, заявив, что вторжению в Грузию «не может быть никакого оправдания», и сказав также, что «Грузия должна воздержаться от использования силы в Южной Осетии и Абхазии, а также необходимо принять политическое соглашение, регулирующее статус обеих непризнанных республик».

### Украины
Провластная коалиция Верховной Рады Украины не смогла четко выразить осуждение действий России из-за разногласий между фракциями коалиции: НУНС призвал к немедленному и жесткому осуждению действий России в то время как глава фракции БЮТ в Верховной Раде Иван Кириленко открыто выступил в поддержку российского вторжения в Грузию. Считается, что эти разногласия стали одной из причин развала коалиции НУНС и БЮТ.
Член фракции блока «Наша Украина-Народная самооборона» Ольга Герасимьюк высказала мнение, что в Крыму может повториться ситуация, подобная сложившейся в Южной Осетии. По мнению парламентария, спровоцировать ситуацию конфликта могут действия России по выдаче проживающим в Крыму гражданам Украины российских паспортов подобно тому, как это было в Южной Осетии. «Я не исключаю, что Россия заявит о необходимости защиты прав своих граждан на территории украинского Крыма», — заявила Герасимьюк.
13 августа председатель фракции Коммунистической партии Пётр Симоненко призвал парламентариев «прервать летние отпуска и немедленно рассмотреть вопрос о военной агрессии режима Саакашвили против мирных граждан своей страны, а также граждан России и миротворцев, которые выполняли свою миссию в Южной Осетии». Он заявил, что, по официальным данным ООН, крупнейшим поставщиком оружия в Грузию за 2007 год была Украина: «Я уже говорил, и ещё раз подчёркиваю, что Ющенко не только знал о намерениях президента Саакашвили осуществить провокационную военную агрессию в Южной Осетии и Абхазии, но и был непосредственным участником подготовки этой агрессии в части предоставления военно-технической помощи и вооружений».

## Акции протеста

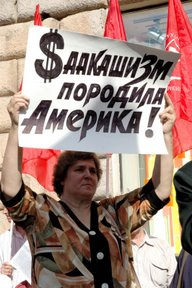
Пикет у американского посольства в Москве 12 августа 2008 г. Фотография Марии Михайловой.

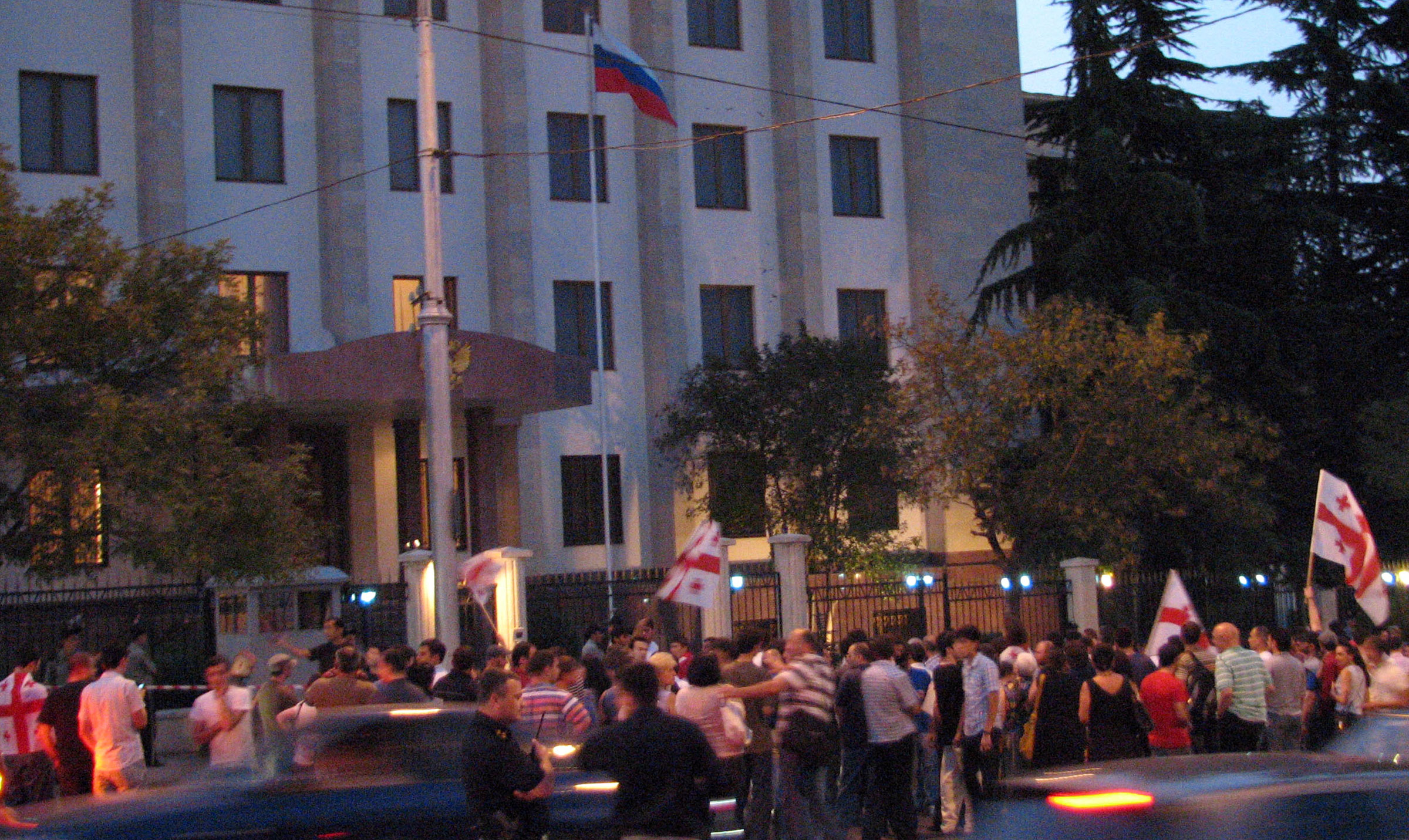
Тбилиси, 8 августа 2008. Демонстрация возле посольства России в Тбилиси

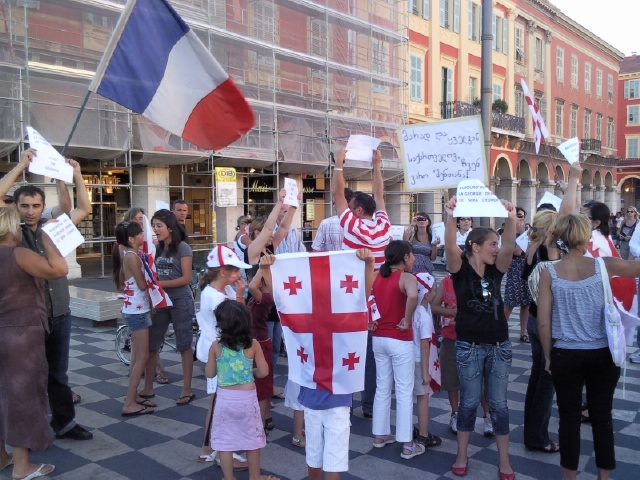
Протест грузинских граждан в Ницце против действий российских войск в Грузии

В ряде стран мира прошли акции и митинги в поддержку Грузии. В Брюсселе прошло пикетирование российского посольства 200 выходцами из Грузии, а также пикетирование постоянного представительства России при Евросоюзе. Три манифестации протеста против действий России, организованные грузинской диаспорой, прошли в Греции. Протест против действий России выразили жители Эстонии и Латвии. Митинг протеста против политики России прошёл также на Украине. В Минске акцию в поддержку Грузии провели у посольства России активисты организации «Малады Фронт». Акции протеста также прошли в Нью-Йорке, Вене, Лондоне, Ницце, Баку и других городах мира.
На Украине во время войны было проведено большое количество пикетов. Наиболее массовые акции прошли в восточных и юго-восточных регионах. В Донецке 11 августа отслужили панихиду по грузинам, погибшим в результате боевых действий. В Харькове прогрузинские пикеты возле генконсульства России проводились ежедневно, начиная с 9 августа. 12 августа одновременно с грузинами российское консульство пикетировали и харьковские осетины.
Проходили отдельные пророссийские и проосетинские митинги: 12 августа в Махачкале прошёл трехтысячный митинг с осуждением действий грузинских властей. 17 августа в Краснодаре состоялся организованный КПРФ митинг: «В Южной Осетии, жители которой в большинстве своём — граждане Российской Федерации, — война, которая уже унесла тысячи жизней. Большинство жертв агрессии грузинской военщины — мирные жители, дети, женщины, старики», — заявил на нём первый секретарь Краснодарского городского комитета КПРФ И. Н. Чуев. 13 августа в Риге у посольства России несколько сотен человек устроили митинг в поддержку её действий в войне. 8 августа в Хасавюрте состоялся митинг в поддержку Южной Осетии. К вечеру 8 августа, по данным российского агентства РЕГНУМ, около 1600 добровольцев из этого города вызвалось отправиться на помощь осетинам.

Прогрузинский и пророссийско-осетинский пикеты в Харькове 12 августа
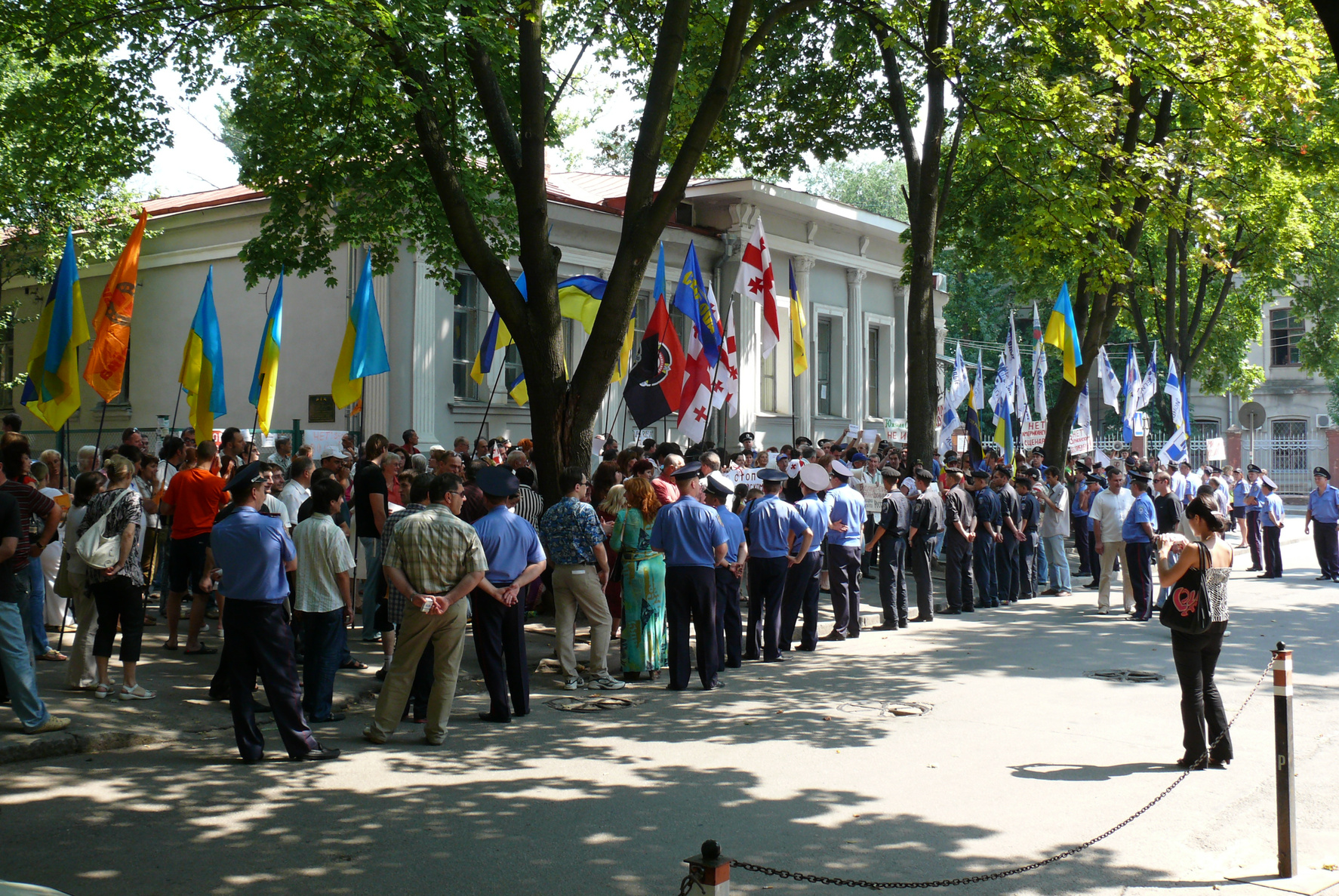
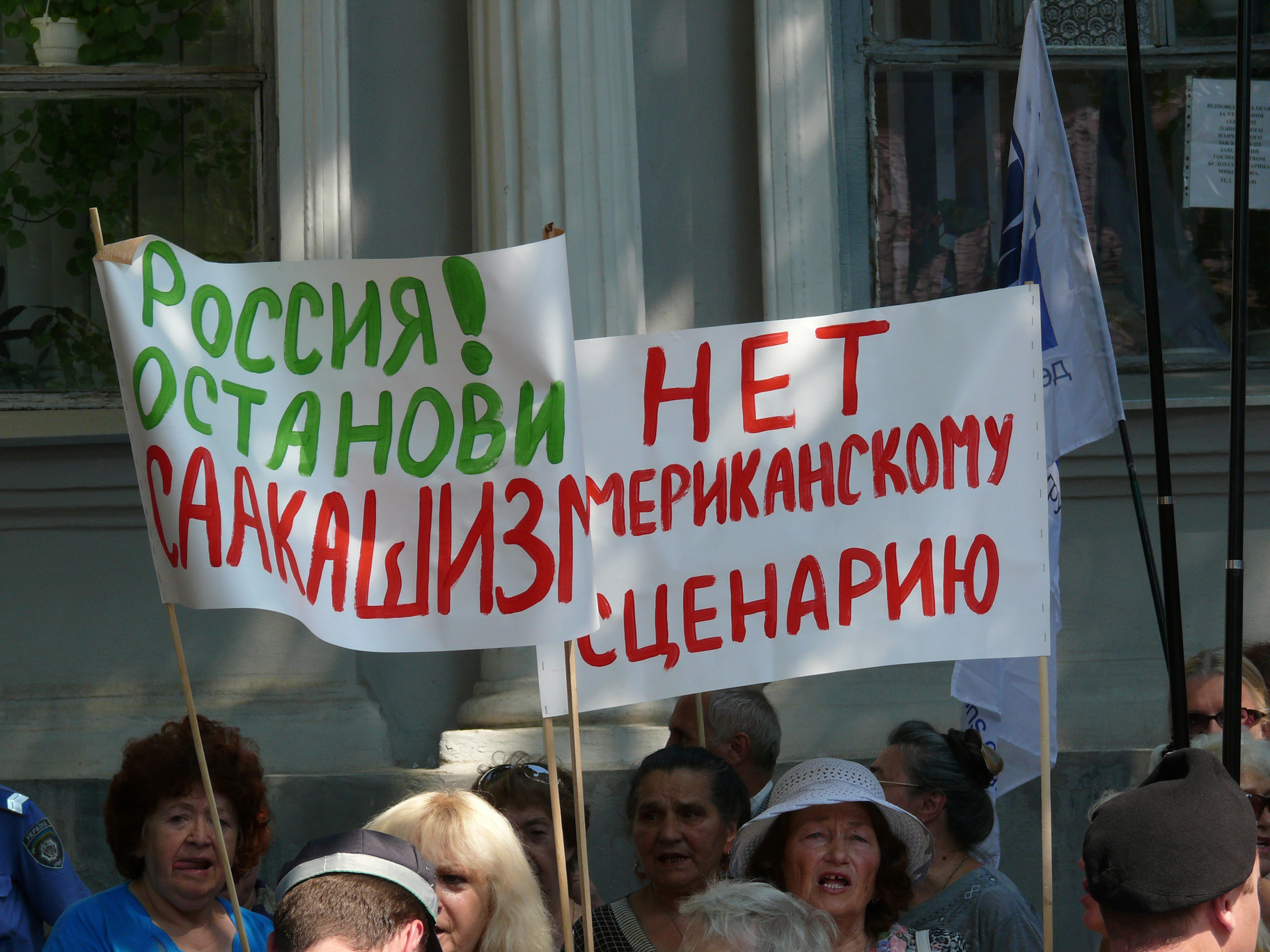
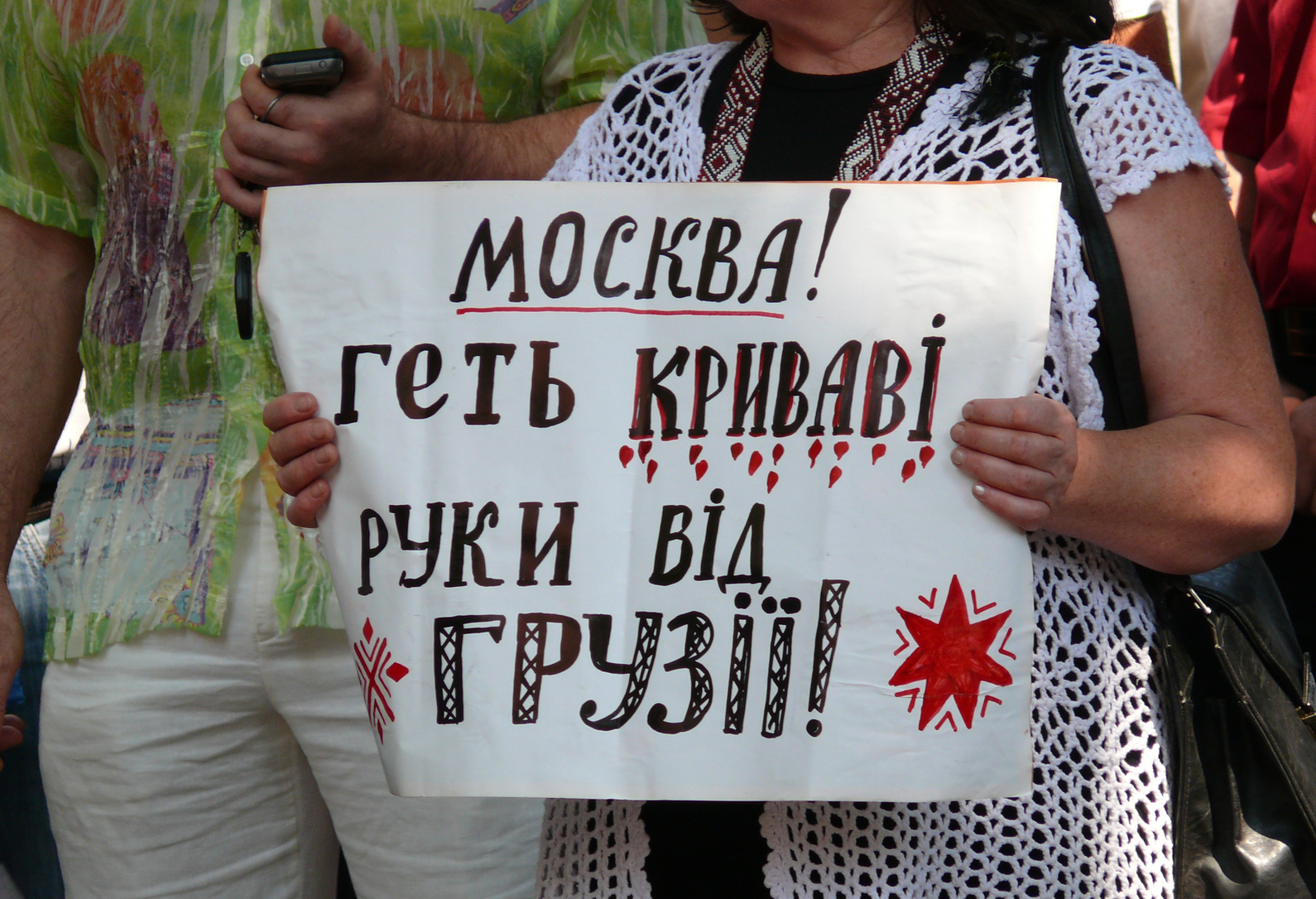

24 августа в Москве, у Лобного места, в ознаменование 40-летия со дня аналогичной демонстрации на Красной площади в Москве (когда советские правозащитники выразили протест против введения войск в Чехословакию) собралось 7 человек, чтобы выразить свой протест против введения российских войск в Грузию; демонстранты держали в руках баннер «За вашу и нашу свободу».